# Хиаозонг (династија Сунг)
Цар Xиаозонг (27. новембар 1127 – 28. јун 1194) био је 11. по реду цар Кине из династије Сонг, односно други по реду цар Јужне династије Сонг, који је владао од 1162. до смрти.
Родио се као други по реду син Жао Зиченга (趙子偁) (? - 1143), племића који је био у шестом реду сродства са Куинзонгом, последњим царем Северне династије Сонг. Сам Xиаозонг био је у 7. генерацији потомака оснивача династије цара Таизуа. Неколико месеци пре његовог рођења су током тзв. Јингканг инцидента Џурчени освојили царску престолницу Каифенг и заробили готово све припаднике царске породице. Његов отац био је међу неколицином који су успели да избегну на југ где се Куинзонгов полубрат Жао Гоу прогласио царем по имену Гаозонг и организовао успешан отпор завојевачима.
Гаозонгов син јединац је, међутим, преминуо, и Гаозонг усвојио Хиаозонга као властитог сина и именовао га за наследника. Године 1162. је Гаозонг абдицирао, и Xиаозонг је дошао на престо. Његова дуга владавина је, међутим, углавном била формалне природе, јер је Гаозонг наставио de facto да влада до смрти 1187. Хиаозонг је сам абдицирао две године касније и препустио је престо сину Гуанзонгу.